# Баденский государственный театр
Баденский государственный театр (нем. Badisches Staatstheater Karlsruhe) — театр в Карлсруэ. Основан в 1808 году. В нынешнем виде существует с 1975 года около Этлингер-Тор как комплексное здание из двух зрительных залов по проекту Хельмута Бецнера. Большой зал вмещает 1002 зрительских места, Малый зал рассчитан на 330 мест. У центрального входа в здание театра расположена скульптурная композиция «Конь муз» созданная скульптором Юргеном Гёрцем.
В театре ставятся различные виды произведений одновременно — оперные и балетные постановки, а также театральные пьесы и мюзиклы. В состав театра включены Баденская государственная капелла (Badische Staatskapelle) и Баденский государственный оперный хор (Badische Staatsopernchor).
Согласно действующему договору, деятельность театра наполовину финансируется землёй Баден-Вюртемберг.

## История
Первый Баденский театр был воздвигнут в 1808 году, под руководством придворного архитектора Фридриха Вайнбреннера, неподалёку от Дворца Карлсруэ. В 1810-м он был переименован в Придворный театр (Großherzoglichen Hoftheater).
28 февраля 1847 года в здании случился пожар. Вследствие возникшей паники здание не смогли покинуть часть зрителей. Погибли 63 человека. Основной причиной давки было то, что входные двери открывались внутрь, а не наружу. Здание сгорело, так как было изготовлено из легковоспламеняющихся материалов.
Второе здание театра в Карлсруэ было построено под надзором придворного архитектора Генриха Хюбша (Heinrich Hübsch) в 1853 году. В 1944 году оно было разрушено бомбовым ударом во время авианалёта армии коалиции союзников. Сегодня на месте прежнего здания театра находится Федеральный Конституционный суд Германии.
Проект современного здания театра был завершен в 1964 году, и открытие состоялось в 1975 году.
С 1977 года ежегодно в театре проходили «Дни Генделя», а с 1985 года стал проводиться ежегодный Фестиваль Генделя (Händel-Festspiele), приуроченный к 23 февраля — дню рождения композитора Георга Фридриха Генделя, во время которого в театре ставятся его произведения.